# Розселення німців на схід
Розсе́лення ні́мців на схі́д (нім. Ostsiedlung, [ˈɔstˌziːdlʊŋ]) — процес німецької колонізації Центральної і Східної Європи у середньовіччі й ранньому новому часі. Заселений німцями терен приблизно простягався від Естонії до Трансильванії. Супроводжувався територіальною експансією Священної Римської імперії та Тевтонського ордену.

## Передмова

### Центральна Європа до початкуOstsiedlung

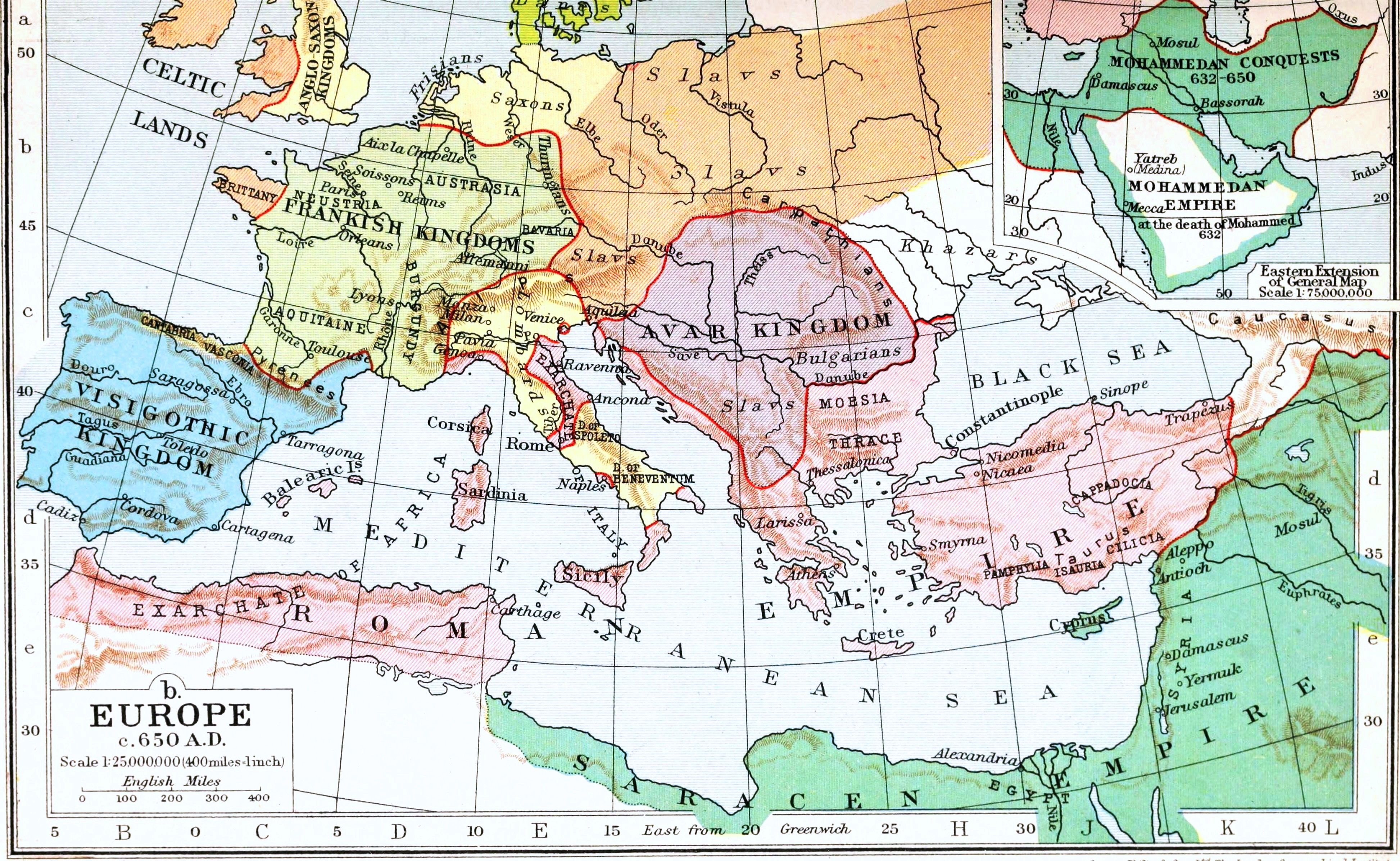
Європа у 650 р. по Р. Х.

Центральна Європа зазнала кардинальних змін після Великого переселення народів у 300–700 по Р. Х.. Римська імперія втратила своє домінуюче становище. Франки створили імперію, у колишній Римській Галлії, об'єднавши колишні західногерманські племена і прийнявши християнство. Східне Франкське королівство, ранній попередник Німеччини, прагнуло бути наступником католицької Західної Римської імперії, й після розділу та анексії частини території колишнього Серединного Королівства, стало називатися Священною Римською імперією. У Скандинавії, північногерманські племена увійшли у епоху вікінгів, що мали вплив на всю Європу за рахунок торгівлі і набігів. Деякі східногерманські племена захопили Рим, потроху асимілювались тубільцями. У той же час слов'янські держави виникли і стали домінуючими у Центральній та Східній Європі, у 833 була утворена Велика Моравія, у ІХ сторіччі —  Русь, у 966 — Польща, що прийняли християнство.

### Франкські Східні Марки і Священна Римська Імперія
Слов'яни, що мешкали на прикордонні Франкської імперії (пізніше Священної Римської імперії) були відомі під загальною назвою венеди або полабські слов'яни. Вони рідко утворювали великі державні утворення, частіше складали різні дрібні племена, мешкали на захід від східних Альпи і Чехії до річок Заале і Ельби. В той час як Франкська імперія розширювалася, різні вендські племена були завойовані або уклали унію з франками, на кшталт ободритів, що допомогли франкам у розгромі саксів. Завойовані вендські терени були перетворені франками у марки (нім. Marken, тобто кордон або прикордонний терен), що віддавалися на відкуп франкським лицарям за для збору данини і мобілізації дружин.
Марки створені Карлом Великим на території, де відбувся Ostsiedlung, з півночі на південь:
- Данська марка (іноді розглядається як просто низка фортець, а не марка) між річками Айдер і Шлей, на межі з данцями;
- Саксонська марка між Айдером і Ельбою в сучасному Гольштейні, на межі з ободритами;
- Тюринзька марка або Сорбська марка на річці Заале на межі з сорбами;
- Франконська марка в сучасній Верхній Франконії, на межі з чехами ;
- Аварська марка між річкою Енс і Віденським Лісом (пізніше Східна марка), на межі з аварами;
- Паннонська марка на схід від Відня (мало поділ на верхню і нижню);
- Карантанська марка;
- Фріульська марка

У більшості випадків, племена марок не були стабільними союзниками імперії. Франкські королі ініціювали численні, але не завжди успішні, військові кампанії, за для збереження своєї влади. Пізніше королі та імператори, такі як Оттон I Великий реорганізували і розширили марки, (з півночі на південь):
- Біллунзька марка на узбережжі Балтійського моря, що розташовувалась від Гросвіна до Шлезвігу ;
- Марка Героніс, попередник Саксонської Східної марки, пізніше розділена на дрібніші марші (Північна марка, пізніше відома як Бранденбурзька марка; Лужицька марка і Майсенська марка в сучасній Вільній державі Саксонія; Цайцська марка; Мерзебурзька марка; Мільчанська марка навколо Баутцену);
- Австрійська марка (у сучасній Нижній Австрії);
- Карантанська марка або Штирійська марка;
- Марка Драу (Марбург і Птуй);
- Марка Санна (Цельє);
- Крайнська марка, також Словенська марка і Біла Країна (Біла Марка), в сучасній Словенії.

За часів правління короля Східно-Франкського королівства Людовика II Німецького і Арнульфа Каринтійського, відбулись перші хвилі переселенців на чолі з франками і баварцями, на терен сьогоденної Словаччини і тодішньої Паннонії (сучасний Бургенланд, Угорщина і Словенія).
Хоча перші поселення на чолі з франками і баварцями на теренах захоплених у сорбів та інших венедів відбулись на початку Х-го століття, масова міграція і початок безперервного Ostsiedlung звичайно датується приблизно XII-м століттям.

### Слов'янське повстання 983

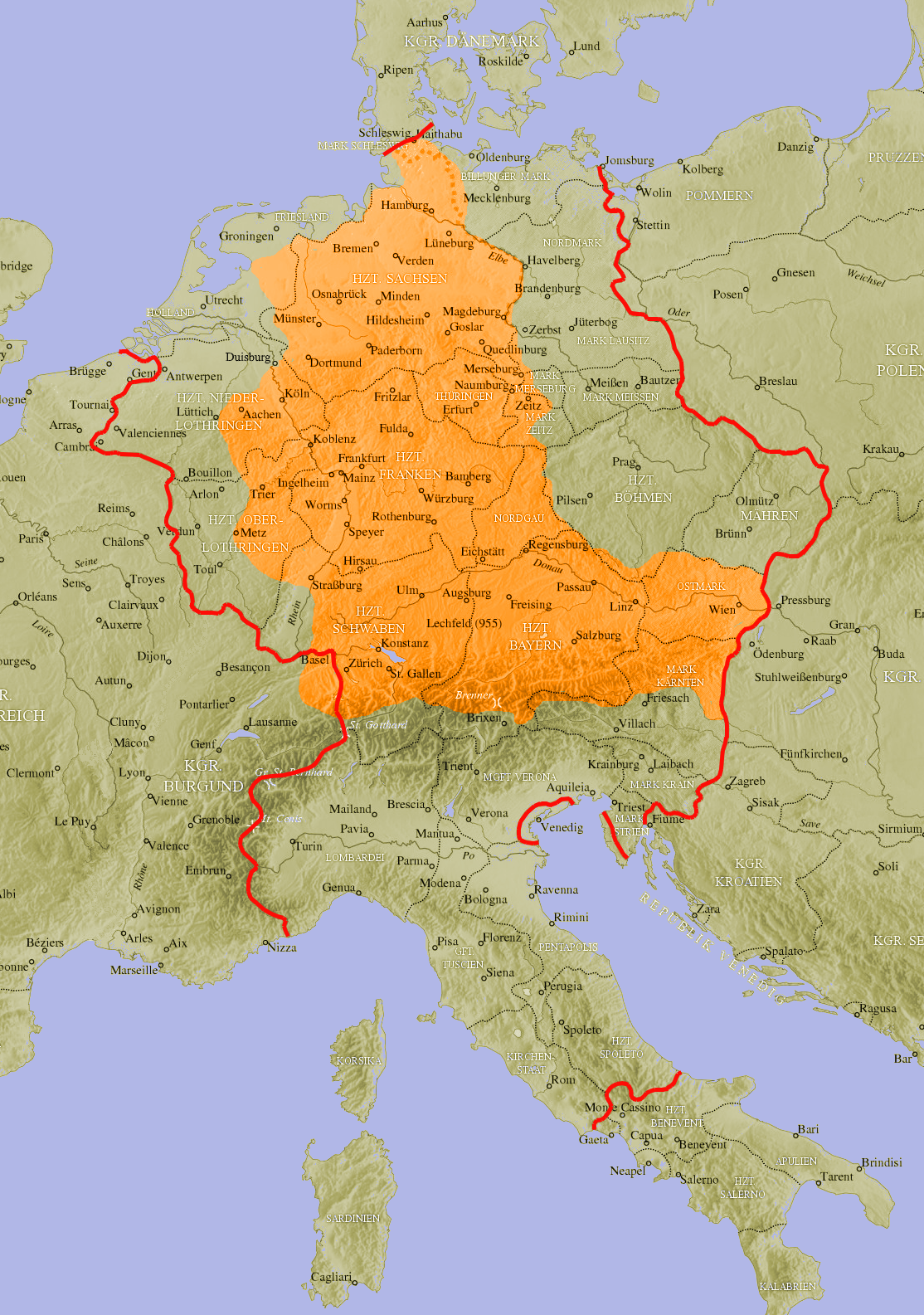
Карта 962 року, первинний стан розповсюдження носіїв німецької мови оранжевого кольору

У 983 р., полабські слов'яни марки Біллунгів і Північної марки на терені від Ельби до Балтійського узбережжя здійняли повстання проти політичного панування і християнської місії Імперії. Незважаючи на свою знов завойовану незалежність, ободрити, руяни, велети і гавеляни незабаром розпочали внутрішню боротьбу[джерело?] і війну, а також зазнали військового тиску новоствореної держави П'ястів на сході, Данії з півночі і Імперії із заходу, бажаючи відновити її марки.[джерело?]

### Мекленбург, Померанія і Бранденбург
Ослаблені постійними внутрішніми конфліктами і постійними війнами, венеди остаточно втратили здатність забезпечувати ефективний військовий опір. У 1119–1123, Померанське військо вторглося і підкорило північно-східну частину Лужицького краю. У 1124 і 1128, князь Померанський Вартислав I, що в той час був васалом Польщі, запросив єпископа Отто Бамберзького охрестити Померанію і Лужицю. У 1147 році, з терену Саксонського герцогства розпочато Полабський хрестовий похід з серії Північних хрестових походів, задля повернення втрачених у 983 році марок. Хрестоносці також попрямували до Поморських Демміну і Щецину, незважаючи на те що ці області, вже було успішно охрещено.
Після Полабського хрестового походу, Альберт Ведмідь заснував Бранденбурзьку марку приблизно на терені колишньої Північної марки, яка з 983 була утворена на теренах захоплених у велетів і гавелян. Хафельберзька єпархія була створена за для повторного охрещення венедів.
У 1164, саксонський герцог Генріх Лев, нарешті, переміг бунтівних ободритів і поморських князів у битві під Ферхеном, Поморські князівства Деммін і Щецин стали саксонськими феодальними володіннями. Після Генріха Лева, Мекленбург і Померанія стали частиною Священної Римської імперії з 1181 року.

### Terra Mariana (Лівонська конфедерація)
Terra Mariana (Земля святої Марії) — офіційна назва для середньовічної Лівонії або Старої Лівонії (нім. Alt-Livland), що була утворена після Лівонського хрестового походу на терені сьогоденної Естонії і Латвії, 2 лютого 1207 як князівство Священної Римської імперії і проголошена папою Інокентієм III у 1215 суб'єктом Святого Престолу
Середньовічною Лівонією з перервами правили спочатку лівонські мечоносці, з 1237 є напівавтономною філією тевтонських лицарів під назвою Лівонський орден. Номінальною главою Terra Mariana, а також міста Риги був архієпископ Риги як вершина церковної ієрархії
У 1561 році під час Лівонської війни, Terra Mariana припинила своє існування. Її північна частина відійшла до Швеції і утворила князівство Естонія, її південні території увійшли до складу Великого князівства Литовського — і в кінцевому підсумку, Речі Посполитої як Лівонське герцогство і герцогство Курляндії і Семигалії. Острів Сааремаа став частиною Данії.

### Тевтонський орден
З 997, нещодавно створена держава П'ястів робила спроби завоювати землі її північно-східних сусідів, пруссів і ятвягів. На початку XIII століття Конрад Мазовецький і Данило Галицький в союзі з Тевтонським орденом, який під час Північних хрестових походів намагались завоювати і охрестити балтів, з великими втратами з обох сторін. У свою чергу Пруссія (Altpreussenland) була надана лицарям, які створили чернечу державу там в 1224 році. Після злиття Тевтонського ордену з Лівонським орденом мечоносців у 1237, Лівонський терен було включено у Тевтонський орден. У 1308 році із захопленням Данцига, ця держава почала розширення в Помералії. У 1346 князівство Естонія була продана королем Данії Тевтонському ордену.
У франкських марках, масові переселеннявідбувались з XII століття (Східний Гольштейн, Західний Мекленбург, центральні та південні марки), і на початку XIII століття (Померанія, Рюген). Діяльність Тевтонського ордену прискорила заселення німцями узбережжя Балтійського моря.

## Поселенці
Хоча переважна більшість поселенців були німці, значна кількість була голландцями, а також (хоча і меншою мірою) данці, шотландці та місцеві венеди.
Поселенці мігрували у напрямку майже прямо із заходу на схід, тому південний схід заселявся південними німцями (баварцями і швабами), північний схід заселявся фламандцями, голландцями і саксами, центральні райони заселялися франками. У результаті різні німецькі діалекти розширювались у східному напрямку разом з їх носіями, «нові» східні діалекти лише незначно відрізняються від своїх західних батьківських діалектів.
Поселенці запрошувались місцевими світськими правителями, герцогами, графами, маркграфами, князями і, лише в кількох випадках в результаті ослаблення центральної влади, королем. Крім того, поселенці були запрошені релігійними інститутами — монастирями і єпископствами, які стали могутнім землевласниками в ході християнізації. Часто місцевий світський правитель надавав величезні лісові масиви і пустелі і кілька сіл, з дозволом на запрошення нових поселенців і оброблення землі.
Поселенцям були надані титули і привілеїв. Переселення, як правило, організовував Lokator (розподільник землі), що отримав важливе місце, наприклад, успадковану посаду старости (Schulte або Schulze). Створеним містам було надано німецьке міське право. Сільськогосподарські, юридичні, адміністративні та технічні нововведення іммігрантів, а також їх успішний прозелітизм тубільців, призвів до поступової германізації теренів навколо німецьких поселень.
Крім марок на прикордонні з імперією, німецькі поселення будувались, у Карпатах, Трансильванії і вздовж Ризької затоки. Німецький культурний та мовний вплив тривав на деяких з цих теренів, аж до середини XX сторіччя. Правителі Угорщини, Богемії, Сілезії, Померанії, Мекленбургу і Польщі запрошували німецьких поселенців за для заселення їх теренів.
У середині XIV-го століття, Ostsiedlung сповільнився внаслідок Чорної смерті, крім того, найперспективниші орні регіони були в основному зайняті. Проте місцеві слов'янські лідери наприкінці Середньовіччя у Померанії і Сілезії продовжували запрошувати німецьких поселенців на їх території.